# Рудольф фон Карналл
Рудольф фон Карналл (9 лютого 1804 — 17 листопада 1874) — німецький гірничий інженер і мінералог. На його честь назвали мінерал карналіт.
Карналл народився в Ґлатці (нині Клодзко, Польща) у родині пруссько-шведського армійського офіцера Арвіда (1760—1840) і Матільди, доньки Ле Куанта. Карналл отримав освіту з цивільних гірничих робіт і працював на шахтах до навчання в Берліні. Він став наглядачем шахти у Верхній Сілезії, а також викладав у гірничій школі в Тарновіці. У 1845 році разом з Леопольдом фон Бухом і Густавом Роузом він заснував Deutsche Geologische Gesellschaft. У 1855 році він отримав ступінь доктора філософії в Берлінському університеті та став Берггауптманом у 1855 році в міністерстві торгівлі Пруссії.